# Weiße Bruderschaft (Kiew)
Die Weiße Bruderschaft (ukrainisch Біле братство) war eine religiöse Bewegung in der Ukraine und anderen Staaten von 1990 bis 1996. 1993 besetzte sie die Sophienkathedrale in Kiew und warnte vor dem bevorstehenden Weltuntergang.

## Geschichte
Die Bewegung wurde gegründet durch den Kybernetiker Jurij Krywonohow.
1990 präsentierte er seinen Anhängern Maryna Zwihun als göttliche Inkarnation. Sie nahm den Namen Maria Jungfrau Christus an. Die Bewegung verbreitete sich sehr schnell in vielen Städten der Sowjetunion.
Die Ukrainisch-Orthodoxe Kirche – Kiewer Patriarchat verurteilte ihre Darstellung und belegte sie mit dem Kirchenbann.
Seit 1992 liefen Ermittlungsverfahren gegen Jurij Krywonohow und Maryna Zwihun wegen Betrugs und illegalem Hausbau. Beide gingen zeitweise nach Bulgarien und Polen.
Anfang 1993 rief Jurij Krywonohow die Mitglieder auf, sich auf den kommenden Weltuntergang am 24. November vorzubereiten. Er forderte sie auf, nach Kiew zu kommen, um dort gemeinsamen Selbstmord zu begehen.
Nach dem Eintreffen der Anhänger begannen im September großangelegte Verhaftungen mit einer breiten Berichterstattung in ukrainischen und auch russischen Medien.
Am 10. November 1993 besetzten 60 Mitglieder der Weißen Bruderschaft die Sophienkathedrale in Kiew zu einem Gebet. Sie wurden verhaftet, ebenso 650 weitere Mitglieder.
1996 wurde Jurij Krywonohow im aufwändigsten Prozess der frühen ukrainischen Geschichte zu 7 Jahren Lagerhaft und Maryna Zwihun zu 4 Jahren verurteilt. 1997 kam sie wieder frei und versuchte die Bewegung neu zu beleben. Zwischen 1998 und 2001 scheiterten mehrere Versuche einer Neuregistrierung. 2000 wurde Jurij Krywonohow freigelassen. Er sagte sich von Maryna Zwihun als Messias los und gestand seinen Irrtum bezüglich des Weltunterganges ein.
Seit 2006 lebt Maryna Zwihun als Viktoria Preobraschenskaja in Moskau und ist als Künstlerin weiter religiös tätig. Seit 2013 gab es mehrere Versuche, die Bewegung in Kiew wieder zu beleben.

## Inhalte und Strukturen
Die Weiße Bruderschaft verknüpft Elemente der Theosophie mit Formen der indischen Krishna-Bewegung und christlichen endzeitlichen Vorstellungen. Ihre Anhänger folgten den Anweisungen des Führers Ioannes Swami (Johannes der Täufer) und den Aussagen der göttlichen Inkarnation Maria Jungfrau Christus.
Ihre Strukturen blieben unklar. Der Gründer Jurij Krywonohow und seine Frau Maryna Zwihun besaßen ein großes Anwesen in Kiew mit reichem Besitz. Durch Verkäufe von Wertgegenständen wie Immobilien, Fahrzeugen und anderem von neuen Mitgliedern kam die Bewegung zu erheblichem Reichtum. Weitere Finanzquellen sind unklar und bleiben spekulativ.
Die Bewegung hatte Anhänger in Russland, Weißrussland und Kasachstan.

## Kritik
Außenstehende kritisieren, dass die Mitglieder der Bewegung zu erheblichen Persönlichkeitsveränderungen gebracht wurden, mit persönlicher Selbstaufgabe bis hin zu psychischen Erkrankungen.
Viele Mitglieder waren bereit, einem angeordneten Selbstmord zu folgen.